# 蝶野正洋
蝶野 正洋（ちょうの まさひろ、1963年〈昭和38年〉9月17日 - ）は、日本の男性プロレスラー、YouTuber。アメリカ合衆国ワシントン州シアトル出身、東京都（渋谷区、三鷹市）育ち。血液型O型。

## 来歴

### 新日本プロレス入門前
蝶野の父は愛媛県新居浜市出身で、山陽国策パルプ（現：日本製紙）専務取締役を務めた蝶野照正。母は愛媛県大洲市出身、医者の家系でお嬢様育ちの優しい人柄という良家であった。兄と姉がいる。そんな中、英語堪能な父の赴任先となったアメリカ合衆国ワシントン州シアトルで蝶野は3人きょうだいの末っ子として生まれた。2歳半で帰国し、以後は神奈川県川崎市多摩区、東京都渋谷区、三鷹市で少年時代を過ごす。アメリカ国籍と日本国籍の多重国籍であったが、すでに帰化している。
目黒区たちばな幼稚園、渋谷区立猿楽小学校、三鷹市立北野小学校、三鷹市立第五中学校、三鷹第六中学校、東京都立永山高等学校卒業。渋谷区で過ごした小学校時代までは周囲をエリート家庭に囲まれた優等生で過ごしていたが、小学6年で三鷹市に転校した初日、隣のクラスの番長が挑んできた腕相撲勝負に勝ったことで蝶野は番長となってしまい、中学に入学後に頭はアイロンパーマに剃り込み、制服ズボンはボンタンと不良街道を突き進んだ。その一方で、新設された中学にサッカー部がなかったため、蝶野が部を立ち上げるなどサッカー部の活動には熱が入っていた。蝶野もサッカー推薦での私立の強豪高校への入学を希望したが、筆記テストで点数不足だったため不合格、挫折を味わう。あげくに警察沙汰の暴行事件を起こし全てが水泡と消えた。蝶野は、二次募集で受かった高校に入学後もサッカーを続けるが、ここでも暴力沙汰で停学を繰り返し、サッカーでは完全に挫折。高校時代まで三鷹の暴走族に所属し、深夜になるとベランダからこっそり家を抜け出して特攻服姿でオートバイに乗り暴走行為を繰り返していた。「三鷹の蝶野」の存在はその方面ではよく知られた存在で、その名前は当時ブラックエンペラーの総長だった宇梶剛士の耳にも届いていたという。高校卒業後、浪人中に「ワールドプロレスリング」で長州力対藤波辰巳の試合を見てプロレスに興味を抱き、トレーニングを開始。新日本プロレスに入門を許可された後、親を説得する材料として神奈川大学に合格するが、大学は入学式にだけ出席し、そのまま新日本プロレスに入門した。蝶野は「荒れていた自分を更生できるチャンス」と捉えていたが、両親ともプロレス入りには反対だったため蝶野は、「厳しい世界で自分を試したい、半年だけでいいからチャンスをください。レスラーとして芽が出ないなら大学へ行くから」と両親に頭を下げて説得。母親は「プロレスを辞めたときのために退学になっていてはいけないから」と蝶野には黙って毎年4月に大学の教務課を訪れて学費を払い続け、学籍を8年間残していた。

### 若手時代（1984年 - 1989年）
1984年4月、蝶野は武藤敬司と同日に新日本プロレスへ入門し、同年10月に埼玉県で行われた興行でプロデビューした（初戦の相手は、同じくこの試合でデビュー戦を迎えた武藤。）。1987年の第3回ヤングライオン杯で橋本真也を破り優勝。優勝条件の海外武者修行に、同年春に出発。オーストリアのグラーツトーナメントを初参戦に、ウィーントーナメント、ドイツ転戦ではハノーバートーナメント、西ベルリントーナメント、ブレーメントーナメントに参戦。グラーツ、ブレーメンは、オットー・ワンツがプロモートする大会。キャッチ・レスリング・アソシエーション（CWA）に参戦した。ドイツ（当時西ドイツ）ブレーメンで、現在の夫人であるマルティナ・カールスと出会った。
1987年12月、ヨーロッパ武者修行を終え、北米に転戦。アメリカ合衆国カンザスシティに転戦、1988年春にカナダのニューブランズウィック州モンクトンに転戦、1988年秋アメリカ合衆国アラバマのNWAテリトリーと北米を転戦。武者修行中に、2度の短期凱旋もしている。1989年二度目の欧州遠征でオーストリアグラーツトーナメント、ウィーントーナメント、ジンバブエにも遠征した。1989年秋、新日本プロレスから正式に帰国命令を受け、帰国前にアメリカ合衆国バージニア州ノーフォークのルー・テーズ道場で最終調整の短期合宿をし、日本に帰国。ステップオーバー・トーホールド・ウィズ・フェイスロック（STF）は、この時ルー・テーズに伝授された。
1988年7月が1回目の短期凱旋で、新日本プロレス有明コロシアム大会に参戦。帰国直前、蝶野はプエルトリコで武藤、橋本とともに「闘魂三銃士」を結成し凱旋。なお、闘魂継承を最も意識したのは橋本で、蝶野、武藤の2人は乗り気でなかった。1989年4月、プロレス会初の新日本プロレス第1回東京ドーム大会参戦が、蝶野の2度目の凱旋帰国となった。IWGP王座決定トーナメントに出場し、ビッグバン・ベイダーに準々決勝で破れた。この後は、ドイツブレーメンを拠点に、オーストラリア遠征、アフリカのジンバブエ遠征に参戦。正式な帰国は1989年秋であった。

### スーパースターへ（1989年 - 1994年）
1989年10月に新日本に戻ってからは、1990年2月10日に新日本プロレス2度目の東京ドーム興行のメインイベントにおいて、橋本とのタッグでアントニオ猪木・坂口征二組と対戦し、4月27日に武藤とのタッグでIWGPタッグ王座を獲得、12月26日に師匠でもあるテーズを破った（なお、この試合がテーズの最後の試合となった。）。翌1991年、新日本プロレスの夏期興行G1 CLIMAXの第1回大会において素晴しいパフォーマンスを見せた蝶野は、メインイベンターとしての地位を確立した（決勝では武藤を破り優勝）。
蝶野は1992年にも再びG1 CLIMAXで優勝し、同時にNWA世界ヘビー級王座を獲得した。このG1連覇により、蝶野は「夏男」と呼ばれるようになった。1992年9月23日横浜アリーナ大会、スティーブ・オースチンとのNWA世界ヘビー級王座初防衛戦において防衛。古傷の首を悪化。1993年1月4日、グレート・ムタとのNWA・IWGPダブルタイトル戦で敗戦した。3連覇が掛かった1993年の第三回G1 CLIMAXでは準決勝で馳浩に破れた。1994年1月、橋本真也のIWGPヘビー級王座に挑戦したが敗戦した。1994年8月、G1クライマックス決勝でパワーウォーリアーを破り、3度目のタイトルを手にした。

### ヒールターン、nWo、nWo JAPAN、TEAM 2000（1994年 - 2004年）
1994年のG1 CLIMAX優勝後、蝶野は「武闘派宣言」によって入場テーマ曲も変えてヒールターンを果たす。この頃から蝶野は黒を基調としたコスチュームに一新し、馳浩を大流血に追い込んだ末出血する頭部を掻きむしりながらのSTFで破った。テーマ曲など現在まで続くスタイルを確立した。週刊プロレスはこの蝶野を「BLACKJACK」と称した。1995年に天山広吉、ヒロ斎藤とヒールユニット狼群団を結成。1996年に新日本と提携していたWCWに参戦、ハルク・ホーガンが率いるnWoに加入し、帰国後にその日本支部としてnWo JAPANを結成。蝶野もその総帥としてグレート・ムタ（すでに武藤として活躍）ら日本人、外国人メンバーを次々と増員し、「nWo Tシャツ」が大量に売り上げられるなど、一大ムーヴメントを起こし、同年「プロレス大賞MVP」を受賞した。1998年8月8日、大阪ドームで藤波辰爾を破り8回目の挑戦にして遂に悲願のIWGPヘビー級王座初戴冠を果たした。しかし、首の負傷により防衛戦を行うことなく王座を返上、長期欠場に入った。
復帰後の1999年、AKIRA、ドン・フライらと共にTEAM 2000を結成。武藤率いるnWoと抗争を開始し、2000年に武藤との決着戦に勝利。nWoを消滅（実際にはWCWとの提携解除に伴いnWoの使用権が消滅したため。）させ、nWoの残存勢力を吸収し組織を拡大。同年、所属選手の大半が離脱し、存続の危機に陥った全日本プロレスから渕正信が新日本に登場。蝶野がマイクパフォーマンスで応戦し、対抗戦の口火を切った。単身全日本プロレス日本武道館大会に歴史的参戦。渕とシングルマッチを行い勝利後、「お前ら家に帰ってマスでもこいてろ!」とアピールし全日本ファンを敵に回した。
2001年には、武藤が率いるBATTと抗争を繰り広げた。2002年、蝶野は4度目のG1チャンピオンとなった。また札幌大会で猪木に指名され、蝶野は新日本プロレスの現場責任者となった。2002年5月2日の東京ドーム大会でプロレスリング・ノアの三沢光晴と初対決。30分ドローに終わる。この東京ドーム大会は、蝶野の現場監督就任の最初仕事になった。8月には4度目のG1優勝を果たした。大会後、魔界倶楽部、高山善廣、藤田和之ら外敵との抗争に入り新日本隊に合流し、TEAM 2000は自然消滅。猪木派vs新日蝶野派の図式、総合推進派vsプロレス推進が進んだ。2003年にノアに初参戦、三沢と組み小橋建太・田上明組と対戦。ノアの有明コロシアム大会に来場し、蝶野も自ら「ミスタープロレス対ミスタープロレス」と称し、小橋の持つGHCヘビー級王座に挑戦を表明、5月2日の新日本東京ドーム大会で対決した。試合には敗れるも、蝶野は小橋のハーフネルソンスープレックス6発を受けきって見せ、小橋と共にファンの大喝采を受けた。

### ブラック・ニュー・ジャパン、蝶天タッグ（2004年 - 2007年）
2005年には、ヒールユニットであるブラック・ニュー・ジャパンを結成。この頃から、猪木派の強行な新日本への内部介入が表面化していった。しかし8月、G1で藤田和之を破って5度目の優勝を果たし、同年に急逝した橋本に優勝を報告した。だがこの時の藤田との戦いで右目が斜視になり、後にそれが限界に達して引退に追い込まれることとなった。長州力が新日本に戻ってくると反長州を掲げ抗争を開始し、2006年には新日本社長のサイモン猪木と抗争を開始する。サイモン社長の起用は歓迎と同情をしていた。その理由としては、蝶野が知らないところで社長候補として利用されていたためである。だが、同年年末の猪木、ユークス間の株式譲渡で筆頭株主に成ったユークスには否定的だった。それまで実質的なオーナーであったアントニオ猪木が新日本から身を引いたことで張り合いがなくなった蝶野は、次第に最前線からフェードアウトする。

### レジェンド（2007年 - 2010年）
2007年1月4日、蝶野は東京ドーム大会で武藤とタッグを結成して勝利。G1 CLIMAXにおいて真壁刀義に敗れた後、リング上にて長州、越中詩郎、マシン、ライガーを呼び出し、新軍団結成を呼びかけた。
2007年9月1日 - 2日、幕張メッセ国際展示場・11ホールにおいて「蝶野王国2007 in 幕張」を開催。長州率いる『LOCK UP』、藤波率いる『無我ワールド・プロレスリング』、新日本プロレスの3団体合同興行となった。これと同時に三田証券と組んでイベントを証券化することも発表された。資金調達の手法としてファンドの活用を行うことは、プロレス界にとって初めてのことであった。
2008年から、蝶野が自らGM（ゼネラルマネージャー）を務める「PREMIUM」興行を開催。
2009年1月4日、東京ドーム大会でケビン・ナッシュ、カート・アングル、長州力と日米レジェンドタッグを結成、真壁が率いるヒールユニットG・B・Hに勝利を収めた。10月3日、ノア・大阪府立体育会館で行われた三沢光晴追悼興行に参戦した。かつて蝶野と戦った小橋と、GHC王者の潮崎豪とタッグを結成した。10月12日、蝶野正洋25周年特別興行「ARISTRIST IN 両国国技館」を開催。蝶野も小橋と武藤とタッグを組み、メインイベントに登場して勝利した。
2010年1月4日の東京ドーム大会を最後に、蝶野は首や両膝の治療と本人曰く「体のリビルド」のために長期休養に入った。1月21日に自身の25周年記念パーティーを行い、これに先立って行った会見の中で、蝶野は2010年1月末をもって新日本プロレスを退団し、アリストトリスト所属のフリーランスとなった。退団理由として本人が後に、25周年特別興業の際の会社の対応が素っ気なく、自分から契約更新を見送ったと語っている。

### フリーランス（2010年 - 現在）
2010年
- 11月5日と6日の全日本プロレス台湾興行に参戦。

2011年
- 蝶野の師匠でもある猪木が会長を務めるIGFのエグゼクティブプロデューサーに就任することが決まった。なお、蝶野はIGFでは選手としてはリングに上がらずプロデュースに専念した。
- 3月6日 - ZERO1両国国技館大会で行われた橋本の息子・橋本大地のデビュー戦の相手を務めた。
- 9月18日 - 仙台市立蒲町小学校にて東日本大震災復興チャリティープロレスイベント「FIGHT & LOVE」を開催。
- 12月末でIGFのエグゼクティブプロデューサーを退任。

2012年
- 3月2日 - ZERO1東京・後楽園ホール大会「橋本大地選手デビュー1周年試合」の立会人を務めた[11]。
- 4月20日 - 「DRADITION 藤波辰爾デビュー40周年ファイナル」後楽園大会でTEAM2000が一夜限りの復活[12]。
- 9月2日 - 大阪府寝屋川市立市民体育館で開催されたチャリティープロレス「ちびっ子のイジメ撲滅・元気ハツラツ」で、デビュー戦の相手を務めた橋本大地と初タッグを結成[13]。
- 10月21日 - 宮城県・女川町総合体育館で開催された「復興・応援チャリティー レジェンドプロレス」に出場[14]。

2013年
- 1月3日 - 全日本プロレスのアドバイザーに就任することが決定され、同日の後楽園ホールでの大会中に公開契約交渉が行われた[15]。
- 1月13日 - 東京・後楽園ホール『LEGEND THE PRO-WRESTLING 2013』で、2013年度の初戦で勝利を収めた（坂口征夫と初対戦）[16]。
- 2月12日 - 大館市民体育館で開催されたチャリティーイベント「FIGHTING AID in 大館　子供たちに笑顔を　〜僕たちが拓く100万人の未来〜」にゲスト登場。
- 8月1日 - 静岡・アクトシティ浜松で開催された新日本プロレス「G1 CLIMAX23」開幕戦において生中継の解説を務める。

2014年
- 4月13日 - 道頓堀プロレス大阪大会で試合を行う。これが休業前最後の試合となった[17]。
- 8月10日 - 西武ドームで開催された新日本プロレス「G1 CLIMAX24」にて催された撮影会に登場。

2015年
- 7月13日、橋本の十回忌という節目で新日本プロレス主催で後楽園ホールで開催された『橋本真也復活祭』にて、武藤とともに座談会を行った。

2017年
- 3月、蝶野は年間100試合する体力がないこと、体調管理ができていないことを理由にプロレスの休業を宣言した[18]。蝶野は復帰の可能性をゼロにしていないが、実質は引退であるとしている[19]。

2021年
- 12月3日、蝶野は脊柱管狭窄症のクリーニング手術をしたことを自身のYouTubeチャンネルで報告した[20]。蝶野も4～5年前から坐骨神経痛のような痛みや左足のしびれ、左足先の感覚がないなどの症状が出ていたが、この年春ごろからの悪化で杖なしでは歩けなくなっており[21]、立っているだけでつらい、痛みのために寝られないなど深刻化したため9月に手術を決断し、12月に全身麻酔で脊柱管の中を削るクリーニング処置が行われた。全治は9か月と診断されていて、蝶野も術後はしばらく車椅子を使用しての生活を経験したという[22]。体の痛みは手術前の10分の1に軽減されたと蝶野は語っている。

2023年
2月21日、武藤の引退興行「KEIJI MUTO GRAND FINAL PRO-WRESTLING "LAST" LOVE〜HOLD OUT〜」にゲスト解説として参加した際、引退試合である内藤哲也戦を終えたばかりの武藤から対戦要求を受け、2014年4月以来8年10ヶ月ぶりに特別試合としてシングルマッチを行い、STFでギブアップ勝ちを収めた。

## 役職・団体・大使
- アリストトリスト代表取締役
- 一般社団法人NWHスポーツ救命協会代表理事
- 公益財団法人日本消防協会消防応援団
- 一般財団法人日本気象協会熱中症ゼロ大使
- 大洗大使
- ガールズ&パンツァー劇場版応援大使
- みえのイクボス同盟スペシャルサポーター
- 神奈川県警察防犯大使
- いばらき大使
- ワールドプロレスリング特別解説者
- 東京スポーツグループ強化部長[24]、大阪スポーツ・九州スポーツ客員編集長[25]
- 一般財団法人日本寄付財団公認アンバサダー（2022年）[26]

## 人物
私生活では、1991年12月にマルティナ・カールスと結婚している。2006年7月に結婚15年目にして第1子 となる男児が誕生、2009年8月には第2子となる女児が誕生している。2010年、東京消防庁「救急救命普通講習」受講をきっかけに社会貢献活動に取組んだ。2011年の東日本大震災後は積極的に復興支援イベントに参加し、主催イベントもしている。
なお、妻のマルティーナとは2020年12月31日の「絶対に笑ってはいけない大貧民GoToラスベガス24時!」で初共演を果たした。
東日本大震災の被災地を巡る中、茨城県東茨城郡大洗町のイベントが元で同町を舞台としたアニメ『ガールズ&パンツァー』を知り、蝶野もその縁で『劇場版』応援大使 や、さらに同作品の応援大使から転じて大洗大使にも就任し活動している。2017年7月、茨城県からの要望で「いばらき大使」に就任。

## 得意技

### フィニッシュ・ホールド
ケンカキック（ヤクザキック）
言わずと知れた蝶野の代名詞。サッカー時代に培った強靭な下半身を利して相手の顔面を蹴り倒す技で、若手時代から使っており、映画などでヤクザが喧嘩で使う蹴りに似ていたことと、当時の蝶野の髪型がパンチパーマだったことから、もともとは「ヤクザキック」と呼ばれていた。しかし、テレビ朝日では「ヤクザ」が放送コードに引っかかるとの理由で、ヤクザ=ケンカのイメージでケンカキックと呼ばれるようになった。ビッグブーツと呼ばれる蹴りとは異なり、当てる相手に対して体が開き、斜めに向く点が特徴。
シャイニングケンカキック（シャイニングヤクザキック、シャイニングブラック）
相手の片膝を踏み台にしてのケンカキック。ライバルの武藤が繰り出すシャイニング・ウィザードを蝶野風にアレンジした技。近年のフィニッシュ・ホールド。蝶野が実名で登場するゲームソフト「キングオブコロシアムシリーズ」では「シャイニング・ブラック」の技名で収録されており、同技名は「週刊プロレス」にも記載された時期もあった。
スライディングケンカキック（スライディングヤクザキック）
ケンカキックの派生技で、体勢を崩した相手や場外の相手の顔面へ、スライディングしながらケンカキックを打ち込む技。
STF
蝶野の代名詞的な関節技。うつ伏せになった相手の片足を自分の両脚で挟んで固定し、同時にフェイスロックを極める。最近は試合中盤で出す繋ぎ技・痛め技になっているが、大一番では派生技をフィニッシュとして使うことがある。若手の頃はパワーボムを放った後で足を取りSTFに移行する連携も使用していた。また、カウンターでカニ挟みからの連携で使用することも多く見られる。タッグの時はカニ挟みで相手を倒しておいてパートナーが攻撃を加えてからSTFに入ることがある。
クロス式STF
相手の両足をクロスさせてから固定し、動くことを困難にさせる。ロープエスケープが出来ないためほぼ確実にタップを取れる技である。ドーム大会などのビッグイベントでのみ繰り出す。
原型STF
相手の顎から右側面を左手で押さえ左側に力を加える。通常のSTFからの連携も一時期使用していた。
元祖STF
相手の片腕を取って首に巻きつけ、相手に自ら締めさせる。原型STFが「元祖STF」と呼ばれたこともある。
STS
相手の頭部をフェースロックではなく、スリーパーホールドに捉える。
FTS
STFを体勢そのままに相手を上に体勢を入れ替える。馳が繰り出した裏STFとの違いは、トーホールドが完全に決まっている状態で返している点にある。体勢を逆にするということで、技名もSTFの逆。
裏原型STF
原型STFを体勢そのままに相手を上に体勢を入れ替える。
裏STS
STSを体勢そのままに相手を上に体勢を入れ替える。
バタフライロック
尻餅をついている相手の両腕を締め上げ、首を前方へと押さえ付け、首関節・肩を極めるとともに呼吸困難にさせる技。一時期、この技をフィニッシュ・ホールドに使用していた。正式名称は羽根折固め（リバース・フルネルソン）だが、蝶野が使う場合は使用者の苗字もしくは使用時の見た目から、「バタフライロック」とも呼ばれる。もともとはUWFインターナショナルとの対抗戦の時期に開発した技で、当時Uインター所属であった安生洋二や高山善廣からこの技でギブアップを奪っている。

### その他得意技
バックドロップ
後方からの抱え込み反り投げ。蝶野のバックドロップは、ルー・テーズからアドバイスを受けたものでいわゆる「ヘソ投げ式」のものであるが、低空で落とすまでのスピードが速く角度が鋭角であり、受身が取りにくい。大一番でしか繰り出さない技。2003年5月2日の小橋建太戦では、靭帯を損傷していたこともあって踏ん張りが効かず、ほぼ垂直落下式のような危険な角度で小橋を3連続で投げ飛ばした。
蝶野曰く低空で投げるのは「高速で投げようとするから」らしい。
ダイビングショルダーアタック
トップロープから跳んで相手の肩口に向かってショルダータックルを決める技。若手時代からの得意技。また若手時代にはコーナーポストやエプロンから場外の相手へ放つこともあった。
蝶天魚雷
天山と同時にトップロープから飛んで行うショルダータックル。公開された当初はばらばらに行っていた。
ダイビング・ローリング・クラッチ・ホールド
ダイビングショルダータックルが相手にしゃがまれてかわされた時、空中で変換して放つことがある。
CTC
天山との合体技。膝を付いた相手に対し、蝶野の膝蹴りと天山のパンチを挟み込むように当てる。Chono Tenzan Crushの略。
ゴッチ式パイルドライバー
股下をクラッチしたドリル・ア・ホール・パイルドライバー。相手の股に手を当てがい落差を増す程度でクラッチまでには至らないこともある。
G1パワーボム
第1回G1を優勝した際は、この技で最後粘る武藤を振り切った。そのときのインパクトから「G1パワーボム」と呼ばれている。蝶野のパワーボムは、自分の両膝を着きながら相手を叩き付けている。
ネックブリーカー・ドロップ
スイング式ネックブリーカーだが上記の技名で呼称されることがほとんど。ケンカキックやSTFへの布石、繋ぎ技として試合中盤に好んで使用している。
マンハッタン・ドロップ
バックドロップのように後方から相手を抱え上げ、膝立ちになった脚に相手を尻から落とす。相手の股間部分や尻に打撃攻撃を与える技。
エルボー
ヒールターン直後に多用。
フライングニールキック（バタフライニールキック）
大一番で稀に繰り出していた。「扇を広げる形」とは異なり、半身を返して当てて行くスタイル。
急所攻撃
厳密には反則技であるが、ヒールターン後も蝶野は試合時に股間攻撃を巧みに繰り出している。具体的にはバックを取った相手にバックヒールのような形、仰向けの敵の股間にヘッドバットや膝を落とすような形、などさまざま。

### その他
ビンタ
蝶野のビンタは、技巧派のレスラーであるため実際の試合で張り手をすることは少ないが、『ダウンタウンのガキの使いやあらへんで!』（ガキ使）にゲスト出演した際に、出演者に強烈なビンタを見舞うことが「蝶野ビンタ」として有名になった。中でも大晦日に放送されている「笑ってはいけないシリーズ」のほとんどで蝶野のビンタを喰らっている月亭方正（山崎邦正）は「星が散った」と零す程威力があるそうで、それを見ていた松本人志は「川で熊が鮭を捕る時のよう」と称賛している。
2013年5月22日に放送した『ナカイの窓』に出演したとき、スタッフからは「とにかく山崎さんを叩いて下さい」と要望され、内容なども聞かされないままビンタをしていた。最初は断ったのだが、結局やることになったと語った。一緒に出演した博多大吉も、「奥さんには頭が上がらず、そのストレスが溜まりに溜まって月亭方正さんがバーン」とコメントした。
もともと蝶野はビンタを始め、人を叩くこと自体に否定的であり、最初に山崎にビンタした際も相手が素人だったこともあり、「（『ガキ使』におけるどの放送回よりも）一番怖かった」と語っている。

## タイトル歴
CSW
- NWAセントラル・ステーツTV王座（第32代王者）
  - 海外修行中の1988年1月1日、アメリカ合衆国アイオワ州デモインにてマイク・ジョージを破り獲得。同王座の最後の王者となる。

WWA
- WWA世界ヘビー級王座（第2代王者）
  - 海外修行中の1988年2月26日、アメリカ合衆国ミズーリ州セントジョセフにてマイク・ジョージを破り獲得。

AGPW
- AGPW北米タッグ王座：1回（パートナーはボブ・ブラウン）
  - 海外修行中の1988年7月、カナダ・ノバスコシア州にてレオ・バーク&キューバン・アサシンを破り獲得。

NWA

- NWA世界ヘビー級王座（第75代王者）

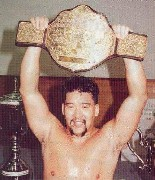
NWA世界ヘビー級王座のチャンピオンベルトを掲げる蝶野。

  - 第2回G1優勝と共に獲得。日本国外で2度防衛に成功している。1992年9月23日のスティーブ・オースチンとの初防衛戦では、（蝶野曰く「変な」）パイルドライバーを受け、古傷の首を悪化させている（数年後、オースチンもオーエン・ハートから同じ技を受け首に爆弾を抱えた）。ちなみにこのベルト保有期間中、UWFインターから挑戦状を叩き付けられた。

新日本プロレス
- IWGPヘビー級王座（第22代王者）
  - 8度目の挑戦で初獲得。しかし椎間板セキ椎症を理由に初防衛戦を行えず王座返上。以降も3度挑戦するも獲得できず、蝶野にとっては相性の悪いベルトとなっている。

- IWGPタッグ王座（第12・25・28・33・34・43・48代王者。パートナーは武藤敬司→天山広吉×2→武藤敬司→天山広吉×3）
  - 身内の不幸とパートナーの負傷欠場を理由に2度返上をしている。

- ヤングライオン杯優勝：1回（1987年）
- G1 CLIMAX優勝：5回（1991年・1992年・1994年・2002年・2005年）
  - 最多優勝記録である。これに関しては後述する。

- SG TAG LEAGUE優勝：2回（1995年・1997年）（パートナーは天山広吉→武藤敬司）
- G1 TAG LEAGUE優勝：1回（2006年）（パートナーは中邑真輔）

HCW
- HCWヘビー級王座

### 夏男
蝶野は新日本プロレスのシングル最強決定戦であるG1 CLIMAXで5度優勝していることから、「夏男」「ミスターG1」とも呼ばれる。ベビーフェイス時代に3度、ヒールターンしてからは2度優勝を果たしていて、しかも5回中4回がリーグ戦形式による公式戦を勝ち上がっての優勝である。
- 第1回（1991年）では、優勝決定戦の進出を橋本真也と争い、決勝の相手は武藤敬司であった。優勝を決めた瞬間、大量の座布団が投げ込まれた。
- 第2回（1992年）では、第75代NWA世界ヘビー級王座を賭けたトーナメントで当時隆盛を誇っていたWCW勢が大挙して来日し、決勝ではそのリック・ルードを破っての優勝であった。
- 第4回（1994年）では優勝決定後に「俺がG1男の蝶野だ、覚えておけ!」とリング上で周囲、マスコミ、ファンに叫んだ。
- 第12回（2002年）では、高山善廣ら外敵と新日勢という構図となり、決勝戦は高山にケンカキックを10連発で叩き込んで優勝を果たした。
- 第15回（2005年）では、7月に橋本が死去したのを受けて必勝を誓って出場し、公約通りに優勝を果たした。優勝決定後、リング上でのインタビューで橋本に優勝の報告をした。決勝戦での入場では、自身の入場テーマのイントロを「爆勝宣言」に差し替えた物を使用。

プロレス大賞
- 最優秀タッグチーム賞（パートナーは武藤敬司）（1990年）
- 敢闘賞（1991年）
- 殊勲賞（1992年）
- 最優秀タッグチーム賞（パートナーは天山広吉）（1995年）
- 最優秀タッグチーム賞 （パートナーは天山広吉&ヒロ斎藤）（1996年）
- 最優秀選手賞 MVP（1997年）
- 敢闘賞（2002年）

## 入場テーマ曲
FANTASTIC CITY
1991年まで使用。作曲はプロレス入場曲を多く手がける鈴木修。近年は退場時に使用。2023年2月21日の武藤との特別試合では、22年ぶりに同曲でリングインを行った。、
FANTASTIC CITY '92
FANTASTIC CITYのスローテンポバージョン。1992年から1994年のG1クライマックスまで使用。
MAIN EVENTER
1993年のG1クライマックス、G1クライマックススペシャルおよびWAR参戦時に使用。
BLACK RAIN 〜飛翔〜
1994年のG1クライマックスで当初使用していた曲。大会の期間中に再び「FANTASTIC CITY '92」に戻されており、使用期間の非常に短い幻のテーマとなっている。
CRASH 〜戦慄〜
ロイヤル・ハント「MARTIAL ARTS」のタイトル違い。1999年以降、パフ・ダディーの「No Way Out」と「VICTORY（NINE INCH NAILS REMIX）」の一部を前奏として付け加えたバージョンを主に使用している。前奏部分の歌詞は、「Damn. I would have never thought it ever would have been like this. Fuck you all niggaz wanna do!（和訳：クソったれ、こんなになるとは思ってなかった。この野郎、一体何がやりてえんだ）」となっている。アメトーーク!では江頭2:50の登場曲としても使用されたこともある。
- nWo CRASH - 「CRASH」の前奏部分をnWo JAPAN共通のサウンドロゴにし、間奏部分に「nWo」などの音声を入れループを変えたもの。nWo所属時にのみ使用。
- CRASH 君が代バージョン - 「nWo CRASH」の前奏部分を「君が代クラブミックス」（エレクトリックギターベースによる君が代）に変更したもの。東京ドームで行われた大仁田厚とのノーロープ有刺鉄線電流爆破デスマッチ、女性レスラーであるジョーニー・ローラーとのシングルマッチでの入場時に使用されて、ハマーに乗って登場した。
- HARD CRUSH - 「CRASH」のハードバージョン。打ち込みサウンド主体・シンセサイザーを効かせた前奏・冒頭の肉声が入らない、などノーマルのCRASHとは一風異なる曲調。蝶野が現場監督を勤めていた一時期のみ使用していた。2003年に参戦したプロレスリング・ノアでも使用した。また、オールスタープロレスリングでも使用されている。
- 2005 G1クライマックス優勝戦では同期でこの年亡くなった橋本真也の前奏曲を合体させた特別使用の「MARTIAL ARTS」を使用。この曲は大阪のプロレステーママニアが編集・投稿した合体曲。なお、このマニアはブルーザーブロディ新日バージョンもチョイス、投稿し、使用に至ったとのことである。

FIGHT&LOVE
25周年記念両国大会試合から使用。本人が作詞・ボーカル。

## エピソード
強面で威圧的な風貌と装飾品、胴間声の口調が特徴となっているが、若手時のプロレススタイルは別段特徴のないオーソドックスなストロングスタイルのレスラーであった。巡業を終え、ホテルに入り、また試合という単調な日常に危機感を募らせ陰鬱になっていた蝶野は、現状打破を試みて思案、模索し、現在の“ギャングスター”スタイルに行き着く。
遅刻癖があるため、本来より早く伝える集合時間を“蝶野時間”と言われている（PS2版レッスルキングダムクロストークDVDで暴露、収録当日も本来の集合時間より一時間早い時間を伝えられていた）。
高校時代、深夜に暴走族の集会に行くため特攻服を着て家を抜け出そうとしていると父親に発見された。「そんな日の丸着いた服でどこに行くんだ」と言われたが、「今日は夜におまつりがあるからこの格好なんだよ」と言ってごまかした。また違う日に見つかった時には「清掃作業の手伝いに行くんだよ」という嘘もついたが、父は東京の暴走族がどんな格好をしているか知識がなかったので蝶野のいう嘘を疑わなかった。
新日での若手時代、『日本文化センターテレフォンショッピング』に出演したことがあり、体を鍛える器具を紹介した。ファンの間では伝説のCMと呼ばれている。
1999年12月、妻と二人三脚のブランド「ARISTRIST」（アリストトリスト）を設立。デザインコンセプトはブラックを基調とし、「ストリート・フォーマル・ファッション」をキーワードにアパレル以外にもサングラスから靴までトータルデザインを手がけている。現在、表参道に出店。
2007年10月6日に公開された松竹映画『未来予想図 〜ア・イ・シ・テ・ルのサイン〜』を撮った映画監督・蝶野博は、従兄弟にあたる（蝶野の父の弟の息子）。
- ルー・テーズの最後の試合相手である（1990年12月26日、浜松アリーナでシングルマッチで対戦）。
- 自他共に口ひげがトレードマークと認められてきたが、2011年2月15日に行われたジレット製品「FASHION ProGLIDE[40]」のPRにて25年ぶりに剃った[41]。
- 新日本プロレスで初めて大仁田厚とノーロープ有刺鉄線電流爆破マッチを行ったことで有名（1999年4月10日の東京ドーム大会）だが、ノーロープ有刺鉄線電流爆破マッチに対しては否定的であり、2000年に長州力が大仁田とのノーロープ有刺鉄線電流爆破マッチで現役復帰した際、解説席にいた蝶野は開口一番「あんなものはレスラーのやるものじゃない。（長州が）現役復帰したとは認めない」と発言した[42]。
- リングの上や会場のインタビューでは、相手選手を呼び捨てにしたり、ダーティーで凶暴な発言が目立つが、リングを降りたプライベートの場面や冷静な状態でのインタビューや面談などでは、年齢の上下をわきまえた紳士的な人物として定評がある。新日時代、同期ではあるが1つ年上の武藤敬司に対しては一貫して「武藤さん」とさん付け、年下の橋本真也に対しては「ブッチャー」と愛称で呼び、橋本が亡くなった後は「橋本選手」といった敬意を抱いて呼んでいる。同期の年下で真面目に練習する選手だった船木優治(誠勝)は「ふなちゃん」、野上彰（AKIRA）は「のがちゃん」とちゃん付で呼び、呼び捨てにすることを好まなかった。他団体の三沢光晴に対しても、「〜さん」、「〜社長」、「〜選手」などと、同様に使い分けしていた。
- 『Let's天才てれびくん』で蝶野教官としてテレビ戦士の訓練にあたる際、当初はプロレスラー蝶野正洋を前面に押し出す予定であったが「ファッキン！」「ガッデム！」や「ガッチャメラ！エー！」と言う台詞とギャングスターを思わせるアクションなどは教育番組では過激であるために『天てれ』内では封印されており、テレビ戦士たちを見守る鬼教官として人気者になっている。
- 娘と一緒に鑑賞したアニメ『ガールズ&パンツァー』に感動し、ガルパン応援大使として『ガールズ&パンツァー 劇場版』の宣伝を担当している[43][注 5]。お気に入りのキャラクターは佐々木あけび[44]。またスマートフォンアプリ『ガールズ&パンツァー 戦車道大作戦』で蝶野の入場用ガウンを羽織ったキャラクターが登場したり[45]、前述の「ARISTRIST」でコラボレーショングッズを販売するなどしている。
- 『どっちの料理ショー』出演時、空腹で途中から全く喋らなくなってしまい、共演者の松本明子から「蝶野さん! 蝶野さん! 喋ってくださいよ! 『I'm CHONO!!』」と言われた。多数決で勝利し、満腹一杯食べられた。
- 『めちゃ×2イケてるッ!』 のコーナークイズ$マジオネア に出演した際には愛猫のピーちゃんと毎日ベッドで寝ていること、妻の前でバレエの『白鳥の湖』をよく踊ることを暴露された。
- 元プロ野球選手の三浦大輔、鈴木尚典と親交があり、以前はnWo時代を中心に三浦がリングサイドで観戦したり、逆に横浜ベイスターズの本拠地である横浜スタジアムの試合前にnWo軍で激励に行ったりしていた。1998年に横浜ベイスターズが優勝した時は、三浦と鈴木尚はnWoのフェイスペインティングをしてビールかけをした。
- J sports ESPNで放送中の新日本プロレスSXWなどで実況を務めるフリーアナウンサーの鍵野威史は小学校時代の同級生。
- 西口プロレスに所属している蝶野公認のものまね芸人・蛾野正洋（がのまさひろ）が新型コロナウイルスに感染の報道があった当時、名前が似ているせいで蝶野が感染したと誤解した方も多数見受けられたが、蝶野はツイッターで「今は治療に専念して1日も早い回復を目指して下さい。」と蛾野にお見舞いのメッセージを送っている[46]。
- レーシングドライバーの織戸学とは、自宅が非常に近い（1軒挟んで隣同士）ことから交友がある（2022年時点で「12年来の仲」だという）[47]。

## メディア出演

### テレビバラエティ

#### 現在のレギュラー
- 『ダウンタウンのガキの使いやあらへんで!』- 2007年から「笑ってはいけないシリーズ」の制裁ビンタ（対象は主に月亭方正）執行役として登場。
- 『ワールドプロレスリング オレの激闘!ベスト5』（CSテレ朝チャンネル） - MC
- 『ワールドプロレスリング』（テレビ朝日） - ワールドプロレスリング特別解説者
- 『ちちんぷいぷい』（2017年10月 - 、MBS毎日放送） - 金曜日コメンテーター

#### 過去のテレビ出演
- 『なるほど!ハイスクール』（2011年4月21日 - 2012年3月8日、日本テレビ） - 体育の先生[48]
- 『「Versus　蝶野正洋VS天山広吉」』（2011年10月1日、FIGHTING TV サムライ）
- 『速報!バトル☆メン』（2011年11月19日、12月10日、2013年1月8日、FIGHTING TV サムライ） - 不定期ゲスト
- 『蝶野正洋プロデュース STRONG STYLE MANIA』（2009年 - 2011年12月30日、J sports）
- 『嵐にしやがれ』（2012年1月1日、日本テレビ） - 新春スペシャル
- 『KAT-TUNの世界一ダメな夜!』（2012年1月1日、TBS）
- 『アインシュタインの眼』の「徹底比較！イヌvsネコPart2」（2012年2月18日 - NHK BSプレミアム） - 猫派として出演
- 『双方向クイズ 天下統一』（2012年3月25日 - NHK総合） - 愛猫家として出演
- 『SPORTS X』（2012年4月28日、5月5日、BS朝日） - 「橋本大地育成プロジェクト」のプロデューサーとしてVTR出演
- 『使える芸能人は誰だ!?プレッシャーバトル!!』（2012年4月28日、TBS）
- 『極上空間〜小さなクルマ、大きな未来。〜』（7月 - 8月4日、9月15日未公開スペシャル、BS朝日）
- 『ウソだと思ったらホントだった!30秒後に絶対見られるTV』（2012年8月24日、テレビ東京系列）
- 『あさイチ』（2012年8月31日 - NHK総合テレビ）
- 『FOOT×BRAIN』（2012年9月1日 - テレビ東京系列） - 不定期ゲスト
- 『しゃべくり007 秋の黒い祭典 旬の芸能人総勢51名暴露ロワイヤルSP』（2012年10月22日 - 日本テレビ系列）
- 『すくすく子育て』のミニコーナー『私の子育て』（2012年11月3日 - NHK Eテレ（教育テレビ））
- 『あの人がご推薦&大公開！山形・美食材ジャーニー　THEオープンキッチン』（2012年12月16日 - 山形放送）
- 『宝探しアドベンチャー 謎解きバトルTORE!』（2013年1月7日 - 日本テレビ系列）
- 『蝶野正洋のDADMAN MORNING』（2011年4月9日 - 2011年6月25日、TVK）[49] - ホスト
- 『土曜スペシャル』（テレビ東京系列）の企画『房総街道歩き旅120キロ 6日間ふれあい珍道中』（2013年3月9日） - スタート地点の千葉県市原市から木更津市まで歩いた。途中、ミッションの物々交換のため訪れた自転車店で、店主に頼まれビンタをした。
- 『Let's天才てれびくん』（2014年3月31日 - 2017年3月30日、NHK Eテレ） - 茶の間戦士訓練教官・蝶野 役
- 『原宿AbemaNews』（2016年 - 2017年7月、AbemaTV）
- 『原宿アベニュー・けやき坂アベニュー』（2017年7月16日 - 2018年4月1日、AbemaTV） - コメンテーター[50][51]
- 『モンスターストライク リアル版 超・獣神祭 十二支再競争』（2017年6月29日、AbemaTV、YouTube） - 神様 役[52]
- 『蝶野正洋がガッデム！選んだG1BEST BOUT』（2017年7月21日、AbemaTV）[53]
- 『痛快TVスカッとジャパン』（2017年1月2日 - フジテレビ）
- 『MATSUぼっち』（2017年1月19日 - フジテレビ）
- 『学天即の知らぬがホトケ』（2017年1月28日 - 読売テレビ）
- 『視覚探偵　日暮旅人』（2017年2月5日 - 日本テレビ）
- 『プロレス総選挙』（2017年3月12日 - テレビ朝日）
- 『虎バン～激論!セ・リーグ大討論会』（2017年3月16日23日 - 朝日放送）
- 『お願い!ランキング〜お願い!総選挙』（2017年4月14日 - テレビ朝日）
- 『探偵!ナイトスクープ』（2017年4月21日 - 朝日放送）
- 『マヨなか笑人』（2017年4月21日 - 読売テレビ）
- 『快傑えみちゃんねる』（2017年5月26日 - 関西テレビ）
- 『めちゃ×2イケてるッ!』（2017年6月10日 - フジテレビ）
- 『好きか嫌いか言う時間』（2017年6月26日 - TBS）
- 『やりすぎ都市伝説SP』（2017年6月30日 - テレビ東京）
- 『探偵!ナイトスクープ』（2017年6月30日 - 朝日放送）
- 『警視庁いきもの係』（2017年7月9日 - フジテレビ）
- 『MATSUぼっち』（2017年7月20日 - フジテレビ）
- 『歴史秘話ヒストリアSP〜新発見そうだったのか!忍者の真実』（2017年8月21日 - NHK総合テレビ）
- 『東京クラッソ!NEO』（2017年9月3日 - TOKYO MX）
- 『警視庁いきもの係』（2017年9月10日 - フジテレビ）
- 『ひるキュン!』（2017年9月27日 - TOKYO MX）
- 『俳句王国がゆく』（2017年10月15日 - NHK Eテレ）
- 『所さん!大変ですよ』（2017年10月19日 - NHK総合テレビ）
- 『バラいろダンディ』（2015年10月 - 2019年9月、TOKYO MX） - 水曜隔週レギュラーの後、2017年1月4日より月曜から木曜日担当メインMC[54]。それ以前より、ゲスト枠で数回出演あり。なおMC初回はワールドプロレス解説のため1時間遅刻し、終了間際に電話出演[55]。
- 『SWITCHインタビュー 達人達』（2018年6月9日 - NHK Eテレ） - ジャズピアニスト・大西順子との対談

### テレビドラマ
- 『佐々木夫妻の仁義なき戦い』（2008年2月24日、TBS） - 和菓子店・店員 役
- 『キッズ劇場!!』人形劇「エコエコセバタン」（2010年4月 - 6月、（テレビ神奈川） - セバタン 役（声の出演）
- 『探偵・日暮旅人』第3話（2017年2月5日、日本テレビ） - 川辺健也の父 役
- 『警視庁いきもの係』第1話、最終話（2017年7月9日・9月10日、フジテレビ） - 沼袋ヒロシ 役[56]
- 『俺の家の話』第3話（2021年2月5日、TBS） - 蝶野正洋（本人） 役[57]

### 紀行番組
- チョイ住み（2020年5月16日 NHK BSプレミアム / 2020年9月24日 NHK総合） - スペイン・バルセロナ編、杉野遥亮と現地のアパートにて7日間共同生活。

### 映画
- ブレイド3（2005年・日本語吹き替え） - グリムウッド（演・トリプルH） 役
- 監督・ばんざい!（2007年） - 蝶天ラーメン店員A役、店員Bは天山広吉。因縁をつけてきた客（邪道、外道、真壁刀義、矢野通）をケンカキックや天山のモンゴリアンチョップで成敗する。
- 大怪獣バトル ウルトラ銀河伝説 THE MOVIE（2009年） - 究極生命体レイブラッド星人（声）役
- BECK（2010年） - 蝶野正洋（本人） 役
- レプリカント・イブ（2015年） - ゼノビア軍司令官 役[58]
- ガールズ&パンツァー最終章 第1話  - Special Thanks
- セカイイチオイシイ水〜マロンパティの涙（2019年9月21日公開） - 店長 役

### Vシネマ
- 不動1・2（2011年） - 主演・関東木曜会二代目岸田組組長 岸田不動 役
- 組織暴力 対 官僚（2013年） - 那珂井組若頭 大城隆一 役
- 首領の道9 10 12 13（2013年 - 2014年） - 原口刑事 役

### ゲーム
- 龍が如く 極2（2017年12月7日、セガゲームス）[59]– ギャング・蝶野正洋 役

### アニメ
- 『中学星スーパーデラックス』（2011年5月13日、角川書店） - ブラックティーチャー 役[60]
- 『中学星 UNIVERSAL すこやか』（2012年4月27日、角川書店） - ブラックティーチャー 役
- 『中学星BLACK』（2011年5月から蝶野正洋のDADMAN MORNING内で放送） - ブラックティーチャー 役
- 『ガールズ&パンツァー』ガールズ&パンツァー劇場版応援大使。
  - 茨城県大洗町「海の月間」にゲスト出演。バックステージで、『ガルパン』関係者との接点がきっかけ。
  - 劇中の登場人物に蝶野亜美教官がいることや、「黒森峰学園」が使用している戦車がドイツ製であることなどが関係の大きな要因。
  - 2015年　
    - 7月 茨城県大洗町「海の月間」でのステージ出演を契機にバンダイビジュアル『ガールズ&パンツァー』と、その舞台である大洗町との接点が生まれる。
    - 11月 茨城県大洗町「あんこう祭り」にて『ガールズ&パンツァー劇場版』応援大使に就任。新宿バルト9にて行われたプレス発表試写会にて同作品を応援。
    - 12月 ミニアルバム「タンクソング」にて「超重戦車級王者マウス」を歌唱。

  - 2016年
    - 1月 フジテレビ「アウト×デラックス」に出演、ガルパン応援大使として出勤。
    - 8月 パシフィコ横浜大ホールにて開催された第２次ハートフルタンクカーニバルに前説としてサプライズ登場し、観客を大いに沸かせた。

  - 2017年
    - 7月 茨城県大洗町「海の月間」にて、護衛艦さわぎりの一日艦長を務める（同時に入港した護衛艦あさゆきには『ガールズ&パンツァー』澤梓役の竹内仁美と役人役の景浦大輔が一日艦長として乗艦した）。
    - 12月『ガールズ&パンツァー最終章』テレビ特別番組（12日および16日放映）に出演[61]。

### ビデオクリップ
- 1999年3月に発売されたサザンオールスターズのシングル「イエローマン 〜星の王子様〜」のPVに出演している。
- 2012年8月に発表されたCLIFF EDGEのシングル曲『Believe 〜夢のカケラ〜』のビデオクリップに先生役として出演した。このPVには、西口プロレスなどで蝶野の物真似を行う芸人の小蝶野正洋（ストロングスタイルの糸賀清和）も生徒役として出演し、蝶野本人と共演している。

### 動画配信
- YouTube『公式【蝶野チャンネル】CHONO Network』（2019年12月30日 - ）[62]
- 横浜市発信ウエブサイト『ヨコハマダディ』（2012年12月 - ）[63]

### ラジオ
- ARISTRIST蝶野王国（2004年 - 2007年、TOKYO FM）

### CM
- 東洋水産「マルちゃんソース焼きそば Wソース」（1998年）
- 産経新聞（1999年）
- 日本文化センターテレホンショッピング「パワートレーナー」
- フジボウ 「B.V.D.」（武藤敬司と共演）
- サントリー マグナムドライ（すべて声のみの出演）
  - 『頼れる男篇』（2003年2月8日 - ）
  - 『マグナムグルメ篇』（2003年3月1日 - ）
  - 『松井いくぞ篇』（2003年5月15日 - ）
  - 『マグナム友情篇』（2003年5月20日 - ）
  - 『マグナム秘訣篇』（2003年11月1日 - ）
  - 『マグナムクエスチョン篇』（2003年11月1日 - ）
  - 『おつかれ篇』（2004年7月10日 - ）
  - 『みんなで乾杯篇』（2004年6月18日 - ）
- サントリー -196℃ストロングゼロ ダブルレモン
  - 『リングで説教篇』（石原さとみと共演）（2009年2月3日 - ）
  - 『記者会見で説教篇』（石原さとみ、武藤敬司と共演）（2010年2月2日 - ）
- サントリー ジョッキ生（2009年10月 - ）
- 「スーパーオクトーバーフェスト in 東京ドーム 2012」スポットCMに春香クリスティーンと共演（2012年11月 - ）[64]
- ガールズ&パンツァー 劇場版（2015年11月27日 - ）[65]
- BOAT RACE振興会「16年ダイナマイトボートレース」（2016年）[66]
- KDDI 「auひかり」WebCM（2018年3月）[67]
- 株式会社東邦「ウタマロ石鹸」WebCM（2018年4月）[68]
- 旬果瞬菓 共楽堂「広島チョコラ」（2018年10月）
- 日本マクドナルド 超グラコロ、濃グラコロ（2018年12月）
- DCM「お掃除キャンペーン」（2021年11月）[69]
- ENEOS「ENEOS公式アプリ」（大泉洋、川口春奈、菅田愛貴と共演）（2025年8月）[70]

## CD
- THIS IS CHONO METAL（コンピレーション・アルバム、1999年11月10日発売、TOCP-65295）
  - 1999年当時、東芝EMIに所属していたハードロック・ヘヴィメタルアーティストの楽曲を蝶野の選曲・監修によるコンピレーションアルバムと銘打ってはいるが、後年蝶野はヘヴィメタルに関してはそれほど詳しいわけでもないことを明かしており[71]、YOUNG GUITAR編集部は1993年に東芝EMIが発売したグレート・ムタと獣神サンダー・ライガーをジャケットにしたコンピレーションアルバム「闘魂! ヘヴィ・メタル・バトル」（TOCP-7639）と同じ「ムタやライガーがオススメする楽曲なのか…と思えばそうではなく、当時の東芝EMIが所有しているメタル音源をまとめた上にプロレスの仮面をかぶせた物のようだ。蝶野正洋のジャケも勇ましい1999年の『THIS IS CHONO METAL』にもメガデスやエクソダスなどが選曲されているが、これも企画意図は同じだろう」と指摘している[72]。
- タンソンミニアルバム内の 超重戦車級王者マウス　【マウス超重戦車】（2015年12月2日発売 ASIN: B015CTULH0 EAN： 4540774155293）[73]
  - アニメ『ガールズ&パンツァー』の劇場版応援大使をしていることから蝶野にオファーが来た。なお、このCDのオファーが来た際、自分は音痴だからという理由で断ったが、結局最近の音響技術でカバーできると「騙され」オファーを受けたという[74]。

## 書籍

### 単著
- My Bible―黒の聖典（1998年9月1日、ルー出版）ISBN 978-4897780665
- 会社に負けない喧嘩の仕方（2010年4月8日、ワニブックス）ISBN 978-4847065101
- プロレスに復活はあるのか（2013年10月1日、青志社）ISBN 978-4905042754
- 自叙伝 蝶野正洋 -I am CHONO-（2020年2月13日、竹書房）ISBN 978-4801921573
- 「肩書がなくなった自分」をどう生きるか（2023年9月15日、春陽堂書店）ISBN 978-4-394-38006-1

### 共著
- 辻義就『GRAY ZONE―不透明な時代のおまえたちへ』（1998年12月1日、アミューズブックス）ISBN 978-4906613373
- 武藤敬司、橋本真也『烈闘生―傷だらけの履歴書』（1999年4月1日、幻冬舎）ISBN 978-4877287221
- 三沢光晴『胎動―プロレス新世紀論』（1999年7月1日、アミューズブックス）ISBN 978-4906613434
- 武藤敬司、橋本かずみ『闘魂三銃士30年―今だから明かす武藤敬司、蝶野正洋、橋本真也、それぞれの生きざま』（2014年12月1日、ベースボールマガジン社）ISBN 978-4583107806
- 武藤敬司『生涯現役という生き方』（2016年6月23日、KADOKAWA）ISBN 978-4046014030

### 写真集
- CHONO BIBLE（2002年10月19日、ブックマン社、撮影：瀬古正二）ISBN 978-4893084972
- 蝶野正洋デビュー30周年記念写真集―永久保存版（2014年9月13日、ベースボール・マガジン社）ISBN 978-4583621807

### 雑誌
2012年
- 2月 - カーラグジュアリー&カーカスタム専門誌『J-LUG』4月号に蝶野選手のインタビューが掲載
- 3月 - ヴィレッジヴァンガードの全店舗で配布されているフリーペーパー『ヴィレッジヴァンガードプレスvol.73』に掲載

2013年
- 1月 - Windows系の娯楽雑誌『Windows100%』2013年2月号のDVD-ROM付録に本人の声が収録される[75]
- 2月 - 月刊メンズファッション誌『MEN’S CLUB（メンズクラブ）』（毎月24日発売）のBOOKコーナーでの書評連載がスタート[76]

### 原案
- 『白兵武者 戦国近接戦闘僧兵伝』（2002年～2005年、小学館、作画：石渡治、全12巻）

## プロデュース商品
- STF弁当（サークルKサンクスより発売されたお弁当）
- STFおにぎり（サークルKサンクスより発売されたおにぎり）

## コラボレーション商品
2012年
- 7月 - エムズオート×蝶野正洋　カスタムハイラックサーフ『蝶野リミテッドエディション』[77]
- 7月 - 進製作所×蝶野正洋　黒い石鹸『シュバルツ　メンズソープ』コラボ商品！男のための手作り無添加自然派石鹸『シュバルツ　メンズソープ』[78]
- 8月 - 花月嵐×蝶野正洋『嵐げんこつらあめんBLACK MONSTER』が全国販売開始！[79]
- 12月 - カスタムFJクルーザー「FJ CRUISER L.A. METAL “ARISTRIST” COMBINATION」を新たにリリース[80]

2021年
- 12月 - 株式会社キャステム『いつでもどこでも蝶野正洋シリーズ』蝶野の手型や全身のフィギュアを限定発売[81]

## 講演
- 2011年7月 - 東京・日比谷公会堂で行なわれた、警視庁東京防犯協会連合会主催の『全都大会』で蝶野正洋選手が講演。

2012年
- 2月 - 福井県坂井市ハートピア春江・大ホールにて東日本大震災復興チャリティ講演会『自分に負けない喧嘩の仕方』で講師を務める[82]。
- 6月 - 全葬連青年部会　第37回福島大会において『原点・基本の大切さ』というテーマで基調講演を行った[83]。
- 6月 - 『社団法人日本介護ベンチャー協会大阪支部　特別講演』において、基調講演を行った[84]。
- 11月 - 金町消防署防災のつどいにて「命の大切さ」「災害に対する意識」をテーマに防災講演を行った[85]。

## 社会貢献
- 2007年からAIDS予防啓発活動に協力。イベント出演、冊子にコメントを寄稿。

2010年
- 7月 - 「東京救急協会」編集・発刊の『てあて』にインタビュー記事が掲載される[86]。
- 8月17日 - 東京国際フォーラム主催『キッズフェスタ　親子で学ぼうAED大講習会』（東京救急協会・協力）
- 9月9日の“救急の日”には東久留米スポーツセンターで行なわれた『平成22年東京消防庁救急セミナー』に参加。東京消防庁から救急医療活動への協力を評価され、消防総監感謝状を授与。

2011年
- 3月25日から4月30日の約1ヵ月間、地下鉄などさまざまな場所に青少年非行防止キャンペーンポスターが貼られた。警視庁生活安全部から少年の健康育成や非行防止への協力的な活動を評価され、感謝状を授与。
- 花を通じて「世界の子供たちの生活環境改善や社会福祉活動」を目的とする、国際こども花基金の活動を応援。花の力で、子供たちが、やさしく豊かな心を持って成長していくことを願い、冊子にコメントを寄稿。募金活動に協力。

2012年
- 5月 - 東日本大震災の影響で結婚式を中止・延期されたカップルのための市民結婚式『釜石市民結婚式2012』に参加し新郎新婦の門出を祝った。
- 6月 - 東京都主催の『6・26国際麻薬乱用撲滅デー都民の集い』秋葉原トークライブでドラッグの危険性について解説し、薬物乱用防止を訴えた。
- 6月 - 『社団法人日本介護ベンチャー協会大阪支部　特別講演』において、基調講演を行った[87]。
- 8月 - 『気仙沼復興商店街　紫市場　夏祭り』出演[88]。
- 8月 - 金町消防署防災のつどいで「防災講演」を行い、金町消防署から感謝状が贈呈された[89]。

## ARISTRIST
ARISTRIST（アリストトリスト）は、蝶野と夫人のマルティーナが二人三脚で始めたブランド。新日本プロレスと共同でブランド展開、1999年12月に法人設立。2000年7月代々木上原店に1号店をオープン。2002年2月恵比寿/2号店〜2006年2月下北沢/3号店〜2010年2月〜2017年の現在は4号店目。東京都渋谷区表参道でショップを構えている。蝶野が試合で着用する黒色のガウンとレッグガード付きロングタイツも夫人のデザイン。ARISTRISTは英語の「ARISTO（アリスト、意味は上流）」と「TRISTANO（トリスターノ、意味は庶民）」の2つの言葉を組み合わせた造語。